# اشنیتکه ۳۰۸۳۶
سیارک ۳۰۸۳۶ (به انگلیسی: 30836 Schnittke، نامگذاری:1991AU2) سی هزار و هشتصد و سی و ششمین سیارک کشف شده‌است که در ۱۵ ژانویه ۱۹۹۱ کشف شد.